# Cantonul Saulieu
Cantonul Saulieu este un canton din arondismentul Montbard, departamentul Côte-d'Or, regiunea Burgundia, Franța.

## Comune
| Comune                  | Populație (1999) | Cod poștal | Cod INSEE |
| ----------------------- | ---------------- | ---------- | --------- |
| Champeau-en-Morvan      | 237              | 21210      | 21139     |
| Juillenay               | 50               | 21210      | 21328     |
| Molphey                 | 139              | 21210      | 21422     |
| Montlay-en-Auxois       | 151              | 21210      | 21434     |
| La Motte-Ternant        | 163              | 21210      | 21445     |
| La Roche-en-Brenil      | 891              | 21530      | 21525     |
| Rouvray                 | 580              | 21530      | 21531     |
| Saint-Andeux            | 128              | 21530      | 21538     |
| Saint-Didier            | 194              | 21210      | 21546     |
| Saint-Germain-de-Modéon | 184              | 21530      | 21548     |
| Saulieu                 | 2 837            | 21210      | 21584     |
| Sincey-lès-Rouvray      | 125              | 21530      | 21608     |
| Thoisy-la-Berchère      | 261              | 21210      | 21629     |
| Villargoix              | 173              | 21210      | 21687     |